# Голова уряду Донецької Народної Республіки
Голова уряду Донецької Народної Республіки – найвищий «державний» орган влади окупаційної адміністрації РФ в Донецькій області, так званої «Донецької Народної Республіки».

## Історія
Посаду голови «Ради Міністрів Донецької Народної Республіки» було запроваджено 16 травня 2014 року у зв'язку з проголошенням «незалежності ДНР» від України.
16 травня 2014 року Верховний совіт (верховна рада) Донецької Народної Республіки ухвалила «Конституцію», де вводилася посада Прем'єр-міністра Уряду Донецької Народної Республіки.
4 листопада 2014 року за «конституцією» став Головою Уряду Олександр Захарченко.